# Cyril Bouda
Cyril Bouda, křtěn Cyrill Mikoláš Bouda (14. listopadu 1901 Kladno – 29. srpna 1984 Praha), byl český malíř, grafik a ilustrátor, profesor na ČVUT a na Karlově univerzitě.

## Životopis
Narodil se na Kladně, ale většinu života prožil v Praze. Oba rodiče Cyrila Boudy byli výtvarníci; otec byl středoškolským profesorem kreslení, matka Anna Boudová Suchardová umělecko-průmyslovou výtvarnicí, sestrou sochařů Stanislava a Vojtěcha Suchardů. Za kmotra mu byl Mikoláš Aleš.
V roce 1923 absolvoval Bouda Umělecko-průmyslovou školu v Praze u Františka Kysely, v roce 1926 zakončil studium na Akademii výtvarných umění v Praze, kde studoval u Maxe Švabinského. Dále byl na AVU asistentem T. F. Šimona. Od roku 1932 suploval jako kantor figurálního kreslení při katedře architektury ČVUT. Byl jedním z profesorů Bohuše Čížka, Jana Černého Klatovského, Jaroslava Brožka, Josefa Lieslera, Václava Zykmunda a dalších. V letech 1946–1972 pak působil jako pedagog a posléze jako profesor na Pedagogické fakultě UK v Praze a v Brandýse nad Labem (1964–1972).
Mezi jeho žáky na pedagogické fakultě patřil například Jaroslav Weigel.
Často pobýval v Ptáčově u Třebíče, tam ho přivedl Bedřich Vaníček a manželé Antonín a Ludmila Kybalovi, jeho druhá manželka Helena pocházela z Třebíče. Žil v zahradním domku ve Vlašské ulici na úpatí Petřína. Jeho syn Jiří Bouda se stal rovněž grafikem.

## Památka
Ulice Cyrila Boudy je v Kladně, Prostějově, ve Slaném a v Třebíči.
Pamětní deska v Kladně na vile Libochvíle.

## Dílo

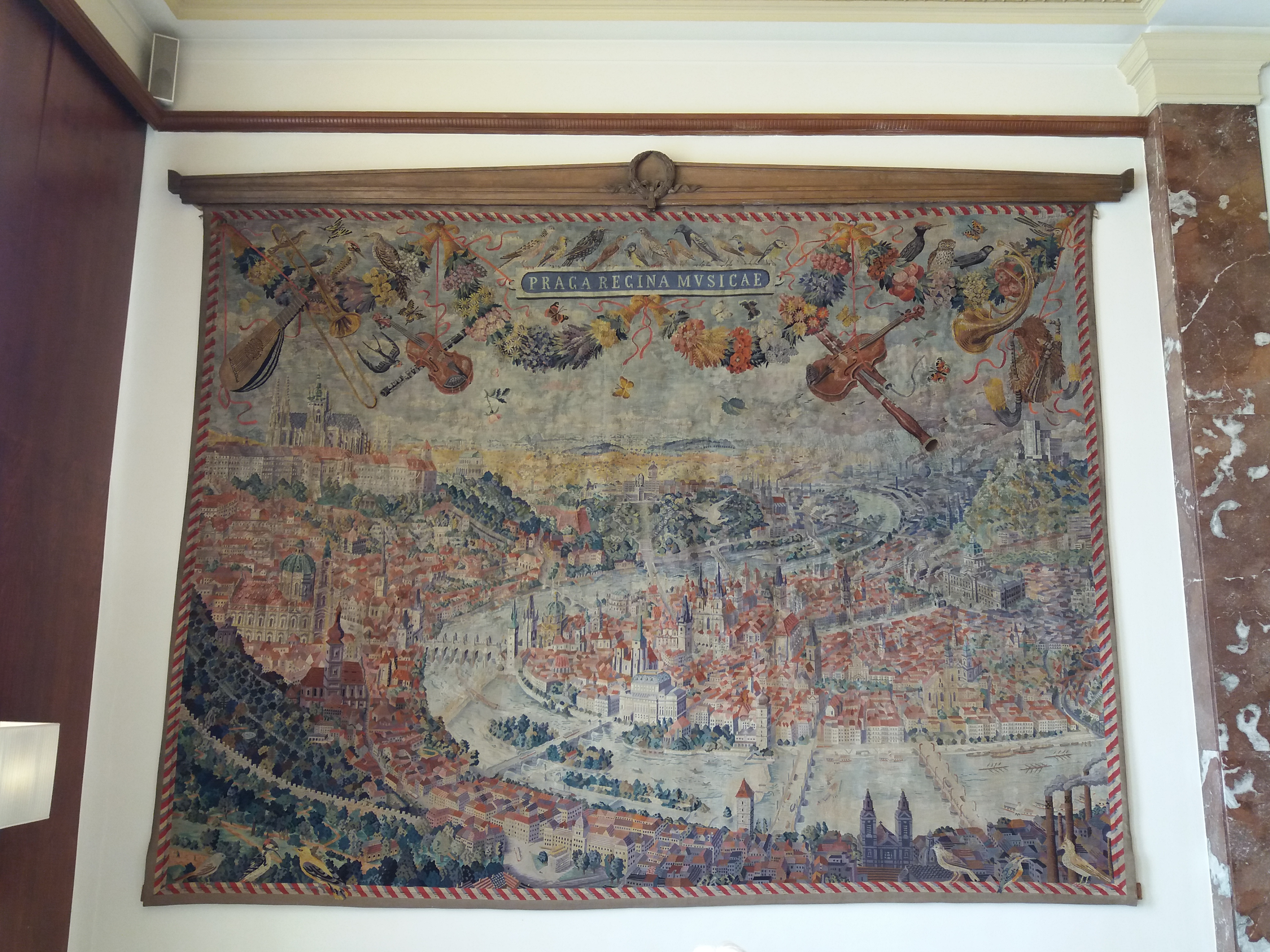
gobelín Cyrila Boudy v hotelu International Praze

Věnoval se nejprve volné grafice (suchá jehla, barevný lept, litografie) a malbě obrazů. Je však znám především jako mnohostranný a velmi pilný autor užité grafiky. Celý život pracoval jako ilustrátor knih, zvláště pohádek, českých pověstí, humoristických a historických knih (například Pražské legendy Františka Langera, Staré pověsti pražské Václava Cibuly, Kocourkov). Své ilustrace převáděl také do podoby kreslených filmů (například pohádku Hrnečku, vař!, 1953). Zvládal mnoho grafických technik, dřevoryt a mědiryt, lept a zejména litografii. Byl mj. grafikem-návrhářem československých známek. Vytvořil také návrhy pro vitráže (v katedrále sv. Víta okno v severní lodi u Hilbertovy klenotnice, či kostelíku svatého Václava ve Mcelích) a návrh panoramatické tapisérie města Prahy (Praha – matka měst, pro hotel International v Dejvicích, 1958, druhá verze bez Stalinova pomníku byla utkána pro budovu Národního shromáždění 1960).
V roce 1977 podepsal (tak jako více než 7 000 dalších umělců) Provolání československých výborů uměleckých svazů, tzv. Antichartu.
Věnoval se také motivům z okolí Třebíče, ty vystavoval v roce 1961 v tehdejším Západomoravském muzeu v Třebíči.